# Ratpenat pilós de Damara
El ratpenat pilós de Damara (Kerivoula argentata) és una espècie de ratpenat de la família dels vespertiliònids que es troba a la República Democràtica del Congo, Malawi, Kenya, Angola, Moçambic, Sud-àfrica, Eswatini, Tanzània, Uganda, Zàmbia i Zimbàbue.
Habita la sabana.